# Kenji-Van Boto
Kenji-Van Boto est un footballeur franco-malgache né le 7 mars 1996 à Saint-Denis (La Réunion). Il évolue au poste d'arrière gauche au Clermont Foot 63

## Biographie
Natif de La Réunion (et ayant des origines malgaches du côté de son père), Kenji-Van Boto intègre en 2009 le pôle espoirs de la Réunion, pour deux ans de préformation. Il arrive en Métropole à 15 ans pour rejoindre le centre de formation de l'AJ Auxerre.
Il y passe cinq ans de formation durant lesquels il participe à trois rencontres avec la France -16 ans lors de la saison 2011-2012 et remporte la Coupe Gambardella 2013-2014 avec l'AJ Auxerre. 
À la suite de ses cinq saisons de formation, il signe son premier contrat pro le 24 juin 2016 alors qu'il avait déjà joué 2 matchs professionnels auparavant durant sa formation. Le premier était contre le SC Bastia en Coupe de la Ligue lors de la saison 2014-2015 et le second contre le Limoges FC en Coupe de France lors de la saison 2015-2016.
Il découvre ensuite rapidement la Ligue 2 puisque Viorel Moldovan en fait un titulaire sur les six premières journées de la saison 2016-2017 avant que Kenji-Van Boto se blesse. Après le limogeage de Viorel Moldovan, Kenji-Van Boto continue de jouer puisqu'il participe à 18 rencontres de Ligue 2 lors de la saison 2016-2017. Il inscrit également son premier but cette saison-là contre l'AS Saint-Étienne (L1) en 16e de finale de Coupe de France.
La saison suivante, à savoir la saison 2017-2018, est marquée par l'arrivée de Pierre-Yves Polomat à l'AJ Auxerre. Kenji-Van Boto se retrouve ainsi avec un concurrent à son poste et ne participe qu'à 10 rencontres toutes compétitions confondues.
Lors de la saison 2018-2019, l'AJ Auxerre recrute à nouveau un nouvel arrière gauche en la personne de Samuel Souprayen et Kenji-Van Boto doit faire à nouveau ses preuves pour avoir du temps de jeu.
Le 19 octobre 2018, il inscrit son premier but en Ligue 2 grâce à une frappe du pied droit de l'extérieur de la surface de réparation lors d'une victoire 2 à 0 contre l'AS Béziers. Il récidive le 29 avril 2019 avec un but exceptionnel extérieur pied droit de 35 mètres dans lucarne d'Ilan Meslier contre Lorient.

### Sélection nationale
Le 16 août 2022, Kenji-Van Boto est pré-convoqué pour la première fois en sélection malgache.

## Statistiques
| Saison                | Club                  | Championnat           | Championnat | Championnat | Coupe nationale | Coupe nationale | Coupe de la Ligue | Coupe de la Ligue | Total | Total |
| Saison                | Club                  | Division              | M.          | B.          | M.              | B.              | M.                | B.                | M.    | B.    |
| 2014-2015             | AJ Auxerre            | Ligue 2               | 0           | 0           | 0               | 0               | 1                 | 0                 | 1     | 0     |
| 2015-2016             | AJ Auxerre            | Ligue 2               | 0           | 0           | 1               | 0               | 0                 | 0                 | 1     | 0     |
| 2016-2017             | AJ Auxerre            | Ligue 2               | 18          | 0           | 3               | 1               | 2                 | 0                 | 23    | 1     |
| 2017-2018             | AJ Auxerre            | Ligue 2               | 8           | 0           | 2               | 0               | 0                 | 0                 | 10    | 0     |
| 2018-2019             | AJ Auxerre            | Ligue 2               | 31          | 2           | 1               | 0               | 2                 | 0                 | 34    | 2     |
| 2019-2020             | AJ Auxerre            | Ligue 2               | 7           | 0           | 2               | 0               | 0                 | 0                 | 9     | 0     |
| 2020-2021             | AJ Auxerre            | Ligue 2               | 6           | 0           | -               | -               | -                 | -                 | 6     | 0     |
| Sous-total            | Sous-total            | Sous-total            | 70          | 2           | 9               | 1               | 5                 | 0                 | 84    | 3     |
| Total sur la carrière | Total sur la carrière | Total sur la carrière | 70          | 2           | 9               | 1               | 5                 | 0                 | 84    | 3     |

## Palmarès
- Vainqueur de la Coupe Gambardella en 2013-2014 avec l'AJ Auxerre